# Hercostomus excisilamellatus
Hercostomus excisilamellatus är en tvåvingeart som beskrevs av Octave Parent 1944. Hercostomus excisilamellatus ingår i släktet Hercostomus och familjen styltflugor. Inga underarter finns listade i Catalogue of Life.